# Nora Barnacle
Pour les articles homonymes, voir Barnacle.
Nora Barnacle, née le 21 mars 1884 à  Galway et morte le 10 avril 1951 à Zurich, est une écrivaine irlandaise.
Elle fut la muse et l'épouse de l'auteur irlandais James Joyce.

## Biographie
Nora Barnacle naît à Galway le 21 mars 1884 et y est baptisée. Son père, Thomas Barnacle, un boulanger du Connemara, est un homme analphabète qui a 38 ans lorsqu'elle est née. Sa mère, Annie Honoria Healy, a 28 ans et travaillait comme couturière,.
Entre 1886 et 1889, les parents de Nora Barnacle l'envoient vivre chez sa grand-mère maternelle, Catherine Mortimer Healy. En 1896, elle termine sa scolarité et commence à exercer de petits métiers. La même année, sa mère met son père à la porte pour avoir bu et le couple se sépare. Nora Barnacle vient vivre avec sa mère et son oncle, Tom Healy, au 4 Bowling Green, à Galway. En 1903, elle quitte Galway et se rend à Dublin où elle travaille comme femme de chambre au Finn's Hotel. Elle rencontre James Joyce le 10 juin 1904 alors qu'il est encore à Dublin. Ils ont leur première liaison amoureuse le 16 juin. Joyce choisit plus tard le 16 juin 1904 comme date pour le décor de son roman Ulysse et cette date est désormais connue  sous le nom de Bloomsday. Le rendez-vous de 1904 marque le début d'une longue relation qui aboutit à un mariage en 1931. Ils restent en couple jusqu'à la mort de Joyce,,,.
En 1904, Barnacle et Joyce quittent l'Irlande pour l'Europe continentale et s'installent l'année suivante à Trieste (à l'époque en Autriche-Hongrie). Ils ont deux enfants, à la destinée tragique. En 1909, alors que Nora est chez eux à Trieste, James Joyce effectue un passage à Dublin. L’un de ses amis lui fait croire qu’il a été dans le passé l’amant de Nora. Ceci déclenche une profonde crise de jalousie, et une correspondance passionnée. Une partie de leur correspondance a été publiée, des lettres quelquefois érotiques, des lettres de Joyce mais aussi de Nora Barnacle : « rédigées sans ponctuation, c’est un flux continu d’observations concrètes, une succession de remarques qui créent une petite musique et ont inspiré le monologue de Molly Bloom dans Ulysse ».
Elle décède en 1951 à Zurich. Ses cendres s'y trouvent toujours, de même que celles de son mari. Ils ont pourtant émis le souhait d'être enterré en Irlande. Certains élus dublinois souhaitent d'ailleurs rapatrier les cendres du couple.